# Feriepenge
Alle lønmodtagere i Danmark har krav på feriepenge, som arbejdsgiveren skal betale til sine medarbejdere ifølge ferieloven.
En medarbejder optjener 2,08 feriedage for hver måneds ansættelse, svarende til 12,5% af lønnen. Som lønmodtager har man ret til enten ferie med løn eller feriepenge, som sættes ind på ens feriekonto.
Feriepengeinfo sender et feriebrev med Digital Post til lønmodtageren med oplysninger om, hvor mange feriepenge man har til gode. Feriepengeinfo giver lønmodtagerne et samlet overblik over deres feriepenge. Arbejdsgiverne indberetter feriepenge via eIndkomst, og indbetaler beløbet til FerieKonto. Arbejdsgivere har pligt til at indberette feriepenge i eIndkomst hos Skattestyrelsen.